# Things Are Great
Things Are Great è il sesto album in studio della band indie rock Band of Horses, pubblicato il 4 marzo 2022 con BMG. L'album è stato inizialmente prodotto da Jason Lytle dei Grandaddy, che ha prodotto il precedente album in studio della band, Why Are You OK (2016), e Dave Fridmann, ma è stato successivamente rielaborato dal frontman Ben Bridwell e dal produttore Wolfgang Zimmerman.
Registrato senza membri di lunga data, Tyler Ramsey (chitarra) e Bill Reynolds (basso), entrambi licenziati dal gruppo nel 2017, le sessioni dell'album comprendevano il nuovo bassista Matt Gentling e il chitarrista Ian MacDougall. MacDougall lasciò la band due mesi prima dell'uscita dell'album, e fu sostituito da Brett Nash.
L'album ha ricevuto recensioni generalmente positive; molti lo hanno elogiato come un ritorno alla forma e la maggior parte lo ha definito il loro miglior album in oltre un decennio. L'album è stato preceduto dai singoli Crutch, In Need of Repair e Lights.
Things Are Great è stato rilasciato con un'accoglienza positiva da parte della critica musicale contemporanea. Su Metacritic, che assegna una valutazione normalizzata su 100 alle recensioni dei critici mainstream, l'album ha ricevuto un punteggio medio di 79, basato su 13 recensioni, che indica "recensioni generalmente favorevoli".
Pitchfork ha assegnato all'album un punteggio di 7,3 su 10, scrivendo: "Il sesto album di Band of Horses offre inaspettatamente tutte le qualità che hanno definito il loro successo iniziale: emozioni impennate, chitarre croccanti e il lamento di zucchero filato di Ben Bridwell". Timothy Monger di AllMusic ha scritto: "Band of Horses gioca qui sui propri punti di forza su quello che sembra un solido ritorno alla forma". Ross Horton di The Line of Best Fit ha concordato, scrivendo: "Things Are Great è sicuramente un ritorno a la loro forma migliore, e mostra i segni dell'ingresso della band in una nuova era d'oro con quella successiva."

## Tracce
1. Warning Signs – 4:20
2. Crutch – 3:43
3. Tragedy of the Commons – 4:58
4. In the Hard Times – 4:15
5. In Need of Repair – 3:56
6. Aftermath – 4:08
7. Lights – 3:35
8. Ice Night We're Having – 4:21
9. You Are Nice to Me – 3:57
10. Coalinga – 3:56